# Утраченный путь и другие произведения
«Утраченный путь и другие произведения» (англ. The Lost Road and Other Writings) — пятый том 12-томной «Истории Средиземья» Кристофера Толкина, в которой он анализирует неизданные рукописи своего отца, Дж. Р. Р. Толкина. Первое издание книги вышло в 1987 году.

## Содержание книги
Книга состоит из трёх частей:
1. Часть I: «Падение Нуменора» и «Утраченный путь» (Part One: The Fall of Númenor and the Lost Road)
  1. «Ранняя история легенды» (The Early History of the Legend) — вступление к последующим двум эссе, описывающее, как переписка Дж. Р. Р. Толкина с Клайвом Льюисом привела к написанию «Утраченного пути»
  2. «Падение Нуменора» (The Fall of Númenor) — ранний черновик истории, которая позднее станет называться «Акаллабет»
  3. «Утраченный путь» (The Lost Road) — незавершённая история о путешествиях во времени, написанная в 1936 году, которая связывает историю Нуменора с историей нашего реального мира
2. Часть II: Валинор и Средиземье в период до «Властелина колец» (Part Two: Valinor and Middle-earth before The Lord of the Rings)
  1. Тексты и их взаимосвязь (The Texts and Their Relations)
  2. Более поздние «Анналы Валинора» (The Later Annals of Valinor)
  3. Более поздние «Анналы Белерианда» (The Later Annals of Beleriand)
  4. «Айнулиндалэ» (Ainulindalë) — новая версия исходного «утраченного сказания» «Музыка Айнур»
  5. «Ламмас» (The Lhammas), или «Трактат о языках» — краткий обзор лингвистической картины мира Арды в период до написания «Властелина колец»
  6. «Квента Сильмариллион» (Quenta Silmarillion), или «История Сильмарилей», третья версия «Сильмариллиона», которая приблизилась к завершению в конце 1937 года
3. Часть III: Этимологии (The Etymologies) — этимологический словарь, расширяющий лексический запас эльфийских языков, в том числе и малоизученных, таких как дориатрин (язык Дориата), телерин (язык телери) и других

- Приложения
  - Генеалогии (The Genealogies)
  - Список имён и названий (The List of Names)
  - Вторая карта к «Сильмариллиону» (The Second 'Silmarillion' Map)

## Утраченный путь
Сам «Утраченный путь» — это фрагментарное начало истории, включая грубо обозначенную структуру и несколько интригующих фрагментов повествования, в том числе четыре полных главы. Они описывают современную Толкину Англию и Нуменор, из которых должно было наблюдаться развитие всей истории (в том виде, в котором она задумывалась). Сюжет основывался на путешествиях во времени путём «видений» или мысленной вставки в прошлое, чтобы реально пережить то, что было раньше. В этом смысле история сначала уводит читателя в саксонскую Англию Альфреда Великого, затем к королю лангобардов Альбоину времён святого Бенедикта, в Балтийское море времён викингов, Ирландию во время прихода Туата Де Дананн (через 600 лет после Потопа), доисторический Север во время ледникового периода, «историю Галдора» в Третью эпоху Средиземья и, в конце концов, в дни падения Гиль-галада. После этого следует основная легенда о падении Нуменора (Атлантиды) и изменении формы мира. Произведение поднимает тему «Прямого пути» на Запад (в Аман), который сейчас можно найти только в памяти, поскольку мир стал круглым.

## Значение надписи на первой странице
На первой странице каждого тома «Истории Средиземья» можно видеть надпись рунами Феанора (Тенгвар — алфавит, придуманный Толкином для Высоких эльфов), написанную Кристофером Толкином и кратко объясняющую содержание книги. В «Утраченном пути» надпись гласит: 

В этой книге собраны: старейший рассказ о падении Нуменора; история утраченного пути на Запад; анналы Валинора и анналы Белерианда в поздней форме; Айнулиндалэ, или Музыка Айнур; Ламмас, или рассказ о языках; Квента Сильмариллион, или история Сильмариллов, и история многих слов и имён.

## Влияние германского легендариума
Том Шиппи в истории об «Утраченном пути» усматривает некоторую связь с германской легендой о лангобардах:

…В «Забытой Дороге» два ключевых имени заимствованы из древней германской легенды, записанной в VIII веке Павлом Диаконом и повествующей о событиях VII века. Эта история, послужившая для Толкина отправной точкой, повествует о короле лангобардов по имени Одуэн. Одуэн отказался посвятить в рыцари своего сына Альбуэна, поскольку тот ещё не получил герба из рук соседнего короля, как требовал обычай страны, очевидный и справедливый, направленный на то, чтобы избежать фаворитизма.
...
Ясно, что внимание Толкина привлекла не сама история, а имена её героев: Альбуэн — это древнеанглийское Эльфвин (вайн), «друг эльфов»; Одуэн — древнеанглийское Эадвин («друг процветания, благополучия»). С какой целью люди давали своим детям имена типа «друг эльфов» (причем обычай этот сохранялся в течение многих веков, с шестого по одиннадцатый, и в столь отдалённых друг от друга странах, как Италия и Англия), если за этим изначально не стояло какое-то общее понятие? Между прочим, имя Одуэн — через посредство древнеанглийского Эадвин — сохранилось до наших дней, в форме английского имени Эдвин. Не означает ли это, что за именами и их значениями некогда стояла какая-то живая традиция? 

## Перевод на русский язык
В 2021 году издательство АСТ выпустило официальный перевод книги на русский язык под названием «Утраченный путь и другие произведения».